# Cinema 4D
Cinema 4D или сокращённо C4D фирмы Maxon является пакетом для создания трёхмерной графики и анимации.
Cinema 4D является универсальной комплексной программой для создания и редактирования двух- и трехмерных эффектов и объектов. Позволяет рендерить объекты по методу Гуро. Поддержка моделирования, рисования, скульптинга, композитинга, трекинга, анимации и высококачественного рендеринга. Отличается более простым интерфейсом, чем у аналогов, и встроенной поддержкой русского языка (включая полную русскоязычную справку), что делает её популярной среди русскоязычной аудитории.

## Локализация
Интерфейс и справочные материалы Cinema 4D доступны на различных языках: русский, английский, испанский, итальянский, китайский, корейский, немецкий, французский, чешский и японский. Документация программы так же доступна на нескольких языках, среди которых: русский, английский, немецкий и другие языки.
Официальный сайт компании Maxon доступен на русском, английском, итальянском, испанском, немецком, французском и японском языках.

## Модули
С выходом 12-й версии, Maxon больше не предоставляет модули к продаже. Вместо этого, Cinema 4D теперь доступна в шести пакетах, описанных ниже. Помимо основной программы, которая содержала в себе основные инструменты для моделирования, текстурирования, анимации и рендера, существовали также и модули, которые позволяли пользователю получить более специализированные инструменты и функции программы.
- Advanced Render — модуль, предоставляющий расширенные возможности для визуализации сцен.
- BodyPaint 3D — инструментарий для создания развёрток UV и текстурных карт. (с R10 включён в базовый пакет)
- Dynamics — модуль для симуляции динамики твёрдых и мягких тел.
- HAIR — модуль для создания волос.
- MOCCA — модуль, предназначенный для работы над анимацией персонажей. Включает в себя систему симуляции тканей, морфинг, различные деформаторы, инструменты для создания рига, и многое другое.
- MoGraph — модуль, предназначенный для генерации и анимации объектов. Заточен для создания анимационного дизайна.
- NET Render — модуль, позволяющий просчитывать анимацию в рендер-ферме. С 15-й версии модуль прекратил своё существование и заменён на систему Team Render.
- PyroCluster — инструментарий для создания волюметрических эффектов. Дым, пыль и т. д. (с R10 включён в модуль Advanced Render)
- Sketch and Toon — модуль, позволяющий создать нефотореалистическую визуализацию сцены.
- Thinking Particles — модуль, включающий в себя нодовую систему управления частицами.

## Пакеты
С выходом 12-й версии программы, компания Maxon предоставляет своим пользователям пять различных сборок Cinema 4D. С весны 2013 года к ним добавился шестой пакет — «Lite». Каждый из пакетов имеет свою целевую группу.
С выходом R21, вместо пакетов Prime, Broadcast, Visualize, Studio, BodyPaint 3D имеется только один пакет под названием Cinema 4D. Он содержит в себе все функции программы.

### Lite
Упрощённый пакет Cinema 4D поставляющийся в комплекте с Adobe After Effects, начиная с версии CC. Предназначен для создания несложной трёхмерной анимации и использования трёхмерных объектов в композиции After Effects. Желающие могут обновить Lite на Broadcast или Studio, а также подключить к After Effects свой имеющийся пакет Cinema 4D вместо Lite. Подключение Cinema 4D к After Effects совершается с помощью плагина-моста Maxon CINEWARE, находящегося также в комплекте поставки After Effects. Также в пакете поставки имеются плагины для экспорта данных из Cinema 4D в After Effects и из After Effect в Cinema 4D, поставляющиеся также с другими пакетами Cinema 4D.

### Prime
Обладает основным набором инструментов для моделирования, текстурирования, анимации и рендеринга. Также включает в себя все инструменты, ранее доступные только в BodyPaint 3D.

### Broadcast
Пакет содержит в себе все функции Prime, а также инструменты предназначенные для создания анимационного дизайна для телевидения и видеопроизводства. Среди этих инструментов система создания клонов и работы с ними «MoGraph», а также некоторые функции динамики, дополнительные шейдеры и расширенные функции визуализации. В комплекте поставки имеются обширные библиотеки объектов, материалов, звуковых файлов и прочих сцен и установок.

### Visualize
Пакет содержит в себе все функции Prime, а также обладает дополнительным набором инструментов для визуализации. В комплекте поставки имеются обширные библиотеки объектов, источников света и прочих сцен и установок. Целевая группа — архитекторы, инженеры и дизайнеры.

### Studio
Пакет обладающий полным набором инструментов Cinema 4D, включает в себя всё то, что содержится в Prime, Broadcast и Visualize, а также другие функции, не доступные ни в одном из других пакетов. Также имеется расширенный набор заготовок, сцен с примерами и прочие заготовки.

### BodyPaint 3D
Пакет, целевую группу которого составляют художники по текстурам и по созданию «Matte Painting». 

Основная статья: BodyPaint 3D

## Программирование в Cinema 4D
Cinema 4D поддерживает следующие языки программирования:
- Python — Код можно использовать в менеджере для создания скриптов и плагинов, а также в объектах, тегах, узлах Xpresso и в других функциях программы.
- C++
- C.O.F.F.E.E. — скриптовый язык программирования. Встречается только в программах Cinema 4D и BodyPaint 3D. Код можно использовать в менеджере для создания скриптов и плагинов, а также в объектах, тегах, узлах Xpresso и в других функциях программы. R19 является последним релизом, в котором используется этот язык программирования[7].
- Xpresso — нодовая система программирования. Система основана на графическом интерфейсе. Представляет собой набор узлов (нодов) обладающих входными и выходными портами. Узлы являются отдельными функциями. Порты узлов можно соединять между собой, что приводит к последовательному просчёту функций. Новые узлы можно создавать наподобие плагинов при помощи C++. Выражения Xpresso назначаются объектам с помощью тега Xpresso, содержащего в себе менеджер по работе с узлами Xpresso. Среди узлов имеются как основные узлы программирования, так и специальные узлы для работы с Thinking Particles, динамикой, волосами и MoGraph. Также имеется отдельный узел Python, в котором можно создавать код на соответствующем языке и тем самым расширять возможности Xpresso.

## Обмен данных
Возможности для обмена данных входящие комплект поставки Cinema 4D R20 или же предоставляемые сторонними производителями.

### Tекстурирование
- 3ds Max — 3ds Max 2012—2019
- Maya — Maya 2012—2018

### Симуляция и эффекты
- Realflow 4 — 5

### Создание игр
NeoAxis Engine - (через OBJ)
- Unity — (через FBX и C4D)
- Unreal Engine — (через FBX и полноценно напрямую, начиная с версии Unreal 4.23)
- CryEngine — (через FBX)

### Kомпозитинг
- Adobe After Effects — CS5, CS6, CC
- Adobe Photoshop — CS5, CS6, CC
- Apple Motion — (только на системаx OS X)
- Apple Final Cut Pro
- Apple Shake
- Blackmagic Fusion
- The Foundry Nuke

### CAD
- Nemetschek Allplan
- Graphisoft ArchiCAD
- Nemetschek Vectorworks

### Список форматов данных
Следующие форматы файлов для импорта (И) и экспорта (Э) поддерживаются Cinema 4D Studio напрямую. Имеется целый ряд плагинов расширяющие возможности обмена данных с другими программами.
- 3D Studio (*.3ds) И/Э
- Alembic (*.abc) И/Э
- Allplan (*.xml) И/Э
- BVH (*.bvh) И
- CATIA (*.CATPart, *CATProduct, *.cgr) И
- COLLADA 1.4, 1.5 (*.dae) И/Э
- DEM (*.dem) И
- Direct 3D (*.x) Э
- DWG (*.dwg) И
- DXF (*.dxf) И/Э
- FBX (*.fbx) И/Э
- IGES (*.igs, *.iges) И
- Illustrator (*.ai) И/Э сплайнов. Благодаря особенностям системы MacOS, на этой системе есть возможность использовать файлы AI в качестве текстур.
- JT (*.jt) И
- LightWave (*.lwo) И
- SketchUp (*.skp) И
- Solidworks (*.SLDPrt, *.SLDAsm, *.SLDDrw) И
- STEP (*.stp, *.step, *.p21) И
- STL (*.stl) И/Э
- Volume (*.vdb) И/Э
- VRML 2 (*.wrl) И/Э
- OBJ (*.obj) И/Э

## Визуализация
Кроме встроенных рендеров (standart CPU, physical CPU, prorender GPU) Cinema 4D может работать и со сторонними рендерами, как встраиваемыми непосредственно в саму среду программы, так и с помощью коннекторов (т.н. экспортеров). Часть из сторонних рендеров до R19 напрямую поддерживался через встроенный в пакеты Cinema 4D Visualize, Cinema 4D Studio и BodyPaint 3D коннектор CineMan.

### Встраиваемые рендеры
- RedShift Render
- Octane Render
- Thea Render
- Maxwell Render
- U-Render
- VRAYforC4D (англ.) (Vray)
- m4d mental ray and iray (англ.) (mental ray and iray)
- finalRender
- Indigo Render
- Krakatoa (система визуализации частиц)
- Arnold Render

### Рендеры подключаемые при помощи коннекторов
- Corona Renderer
- RenderMan — Pixar’s Photorealistic RenderMan® renderer / PRMan (через CineMan)
- 3Delight (через CineMan)
- AIR — Site Graphics AIR 7-10 (через CineMan)
- Maxwell Render
- mental ray
- Indigo Renderer
- Sunflow
- V-Ray
- Thea (англ.)
- Octane Render

## История программы
| 1990            | - Кристиан и Филипп Лош написали свой рейтрейсер для участия в соревновании программистов на Amiga объявленным журналом Kickstart и выиграли это соревнование. |
| 1991            | - Рейтрейсер FastRay (первое название Cinema 4D) был выпущен для Amiga. |
| Декабрь 1993    | - Cinema 4D V1 увидела свет на платформе Amiga. |
| Май 1994        | - Выходит обновление до версии 1.5 с улучшенным рендерингом. - Cinema 4D быстро завоёвывает европейский рынок и становится флагманским продуктом компании Maxon Computer. В том же году выходит Cinema 4D V2 для Amiga. |
| 1995            | - Cinema 4D V3 выходит на платформе Amiga. - Появляются планы по портированию Cinema 4D на PC. - Новая команда разработчиков приступает к созданию новой, кроссплатформенной реализации движка Cinema 4D. |
| 1996            | - Расширив штат программистов Maxon выпускает новую, четвёртую версию пакета, которая работает на операционных системах Microsoft Windows и Mac OS. - Появляется первая версия Cinema 4D с поддержкой мультипроцессорности. |
| 1997            | - Выходят две новые версии Cinema 4D XL V5 и SE. |
| 1998            | - В январе программа дебютирует и завоёвывает североамериканский рынок, выигрывая множество наград, включая «Best Product» в SIGGRAPH, получает оценку Dig-it" от Digital Studio Magazine, «Awesome» от MacAddict и «Best of Show» от MacWorld Сан-Франциско, 1999. - В октябре вдохновлённые успехом Maxon Computer, GmbH открывают свой первый офис в Северной Америке. На свет появляется Maxon Computer Inc. |
| 1999            | - Появляется модуль сетевого рендеринга Cinema 4D NET под Cinema 4D GO V5. |
| Январь 2000     | - 70 % акций Maxon Computer покупает компания Nemetschek, лидер по созданию программного обеспечения в архитектурном автоматизированном проектировании. |
| Март 2000       | - Maxon Computer представляет Cinema 4D XL V6, попадает во все рецензии и снова получает множество наград, включая престижнейший MacWorld Editor’s Choice Award . |
| Ноябрь 2000     | - Maxon выпускает первую версию BodyPaint 3D, революционный, как интегрированный так и автономный дополнительный пакет для трёхмерных редакторов, предназначенный для работы с UV- разверткой и текстурами. |
| 2001            | - Выходит в свет Cinema 4D ART. Добавляется модуль для симуляции огня и дыма — PyroCluster. |
| Июнь 2001       | - Появляется Cinema 4D XL R7. - Новая система визуализации с поддержкой глобального освещения, каустики, мульти-проходного рендеринга и прогрессивной технологий сглаживания. - Новый модуль Dynamics — модуль симуляции физики твёрдых и мягких тел. В этом же году выходят два обновления 7.1 и 7.3. |
| 2002            | - Cinema 4D R8. Очередной скачок качества. Программисты Maxon Computer создают новый интерфейс программы. Появляется поддержка OpenGL, улучшена система редактирования. Программа становится модульной. - Новые модули: Advanced Render, PyroCluster, MOCCA (модуль анимации персонажей) и Thinking Particles («Думающие частицы», модуль расширенных возможностей работы с частицами). - Также появляется визуальная среда для создания интерактивных связей между параметрами различных объектов — XPresso. |
| 2003            | - Появляется новая версия модуля BodyPaint 3D R2. - Выходит обновление Cinema 4D R8.5. - Новый модуль для нефотореалистичного рендеринга (НФР) под названием — Sketch and Toon. |
| 2004            | - Выходит Cinema 4D R9. Улучшена производительность, нововведения в пользовательском интерфейсе. |
| 2005            | - Maxon выпускает новую версию Cinema 4D R9 64 и тем самым является первым из производителей редакторов трёхмерной графики поддерживающих 64-битную систему. - В этом же году выходит обновление до версии R9.5, а также новый модуль для создания волос HAIR. |
| 2006            | - Cinema 4D становится первым профессиональным пакетом для работы с 3D на платформе Mac/Intel. - Весной этого же года выходит обновление до версии R9.6 и новый модуль MoGraph, который значительно расширяет возможности Cinema 4D в области анимации и создания спецэффектов. |
| конец 2006      | - Maxon выпускает Cinema 4D R10. Начиная с этой версии BodyPaint 3D является частью основного пакета, а не дополнительным модулем. Снова переработан интерфейс программы, расширена поддержка OpenGL, улучшены модуль анимации персонажей MOCCA и модуль MoGraph. |
| 2007            | - В начале лета выходит сервисное обновление до версии Cinema 4D R10.111, которое содержит исправления ошибок выявленных пользователями и тестерами после выхода R10. - В октябре — новая версия Cinema 4D R10.5. Кроме обновления основной программы так же внесены изменения в модули MOCCA 3, MoGraph, HAIR. |
| 12 августа 2008 | - Maxon объявляет о выходе нового обновления Cinema 4D R11, Advanced Render 3, BodyPaint 3D 4. - Следуют несколько сервисных обновлений исправляющих ошибки в программе. Обновления предоставляются через встроенную в Cinema 4D автоматическую систему обновления через интернет. |
| 1 сентября 2009 | - Выходят новые версии Cinema 4D R11.5, MoGraph 2 и BodyPaint 3D 4.5. - Представлен Broadcast Edition. - Существенно ускоряется система рендера программы. Среди основных нововведений такие, как «настоящие» инстанции, RAM плеер, новый менеджер изображений, поддержка FBX 2010.0, PNG и DPX, улучшение обмена данных с Adobe After Effects и Apple Motion, а также MoDynamics, система симуляции физических явлений, в модуле MoGraph. |
| 1 сентября 2010 | - Выходят новые версии Cinema 4D R12 и BodyPaint 3D R12. - Представлена новая система пакетов программы. - Среди основных нововведений выделяются новая система динамики твёрдых и мягких тел, а также коннекторов. Новая динамическая система IK, новый PoseMorph и менеджер весов. Поддержка OpenGL 3. Линейный процесс (LWF) с поддержкой OpenGL, цветовые профили, фотометрия и источники света IES, новые деформаторы и шейдеры, Двойная точность, настоящие единицы измерения, менеджер рендеринга. Поддержка Python. L-система для сплайнов. А также многое другое. |
| 1 августа 2011  | - Maxon анонсирует Cinema 4D R13. Поставка планируется на сентябрь 2011. - Среди нововведений такие функции как физический рендер, физическая камера, 3D Motion Blur и DOF, переработанный шейдер подповерхностного рассеяния, шейдер Маска ландшафта, 3D стерео, система мышц, система темплейтов для создания ригов, система для создания цикличных (и не только) движений наподобие походки персонажей, улучшения в системе весов, деформатор взаимодействия, новая система навигации, поддержка слоёв в OpenEXR, новые версии FBX и Collada, переработанные Xref, улучшенный интерфейс и многое, многое другое. - Также изменился дизайн интерфейса и логотип программы. |
| 1 августа 2012  | - Maxon анонсирует Cinema 4D R14. 31 августа 2012 объявляется о начале поставки. Среди нововведений набор инструментов Sculpting для создания цифровой скульптуры, улучшения инструментов моделирования, рендеринга и многое другое. |
| 4 апреля 2013   | - Maxon анонсирует Cinema 4D Lite и CINEWARE входящие в комплект поставки Adobe After Effects. Новый пакет предназначен для пользователей After Effects желающих применить в своих проектах элементы трёхмерной графики, а также для упрощения рабочего процесса с 3D данными. |
| 22 июля 2013    | - Maxon анонсирует Cinema 4D R15, новое поколение программы. Представлены обновления в инструментарии моделирования (новый Bevel, Slide и т. д.), обновлены функции скульптурного моделирования, существенно обновлён рендер включая новые возможности глобального освещения и другие изменения ускорящие время и качество визуализации. Также был представлен Team Render, система дистрибутивного рендера по сети, заменяющая NET Render. Были добавлены и обновлены также и другие функции программы. |
| 4 августа 2014  | - Maxon анонсирует новую версию Cinema 4D R16. В новой версии в основном были расширены возможности инструментов полигонального и скульптурного моделирования и визуализации, а также добавлен трекер движения камеры и оптимизированы рабочие процессы. Среди прочего добавлена возможность создавать материалы с многослойным каналом отражения, добавлен Team Render Server, существенно переработаны библиотеки материалов и объектов. Новый тег взаимодействия позволяет на базе полученной информации о перемещении курсора и нажатых кнопок мышки производить определённые манипуляции объектов во вьюпорте используя Python, C.O.F.F.E.E. и теги выделения полигонов. Инструмент «Поли-карандаш» (Poly Pen) в разных режимах позволяет частично заменить инструменты Weld и Bridge, рисовать полигоны, в том числе и на объектах, что облегчает процесс ретопологии. Деформатор «Фаска» позволяет недеструктивно добавлять фаски полигональным объектам, многие деформаторы получили функции ослабления. Параметрический сплайн «Шестерня» был существенно улучшен. Появилась функция проверки каркаса показывающая во вьюпорте проблематичные участки полигональных объектов. Команда «Восстановить разбивку» уменьшает уровень разбивки объекта сглаженного алгоритмом Катмулл-Кларк сохраняя при этом его форму в теге скульптурного моделирования и давая возможность изменения уровня разбивки. Новый движок нефотореалистичной визуализации и визуализации волос обслуживает эти процессы и теперь даёт возможность просчитывать эффекты Sketch & Toon и волосы в одном проходе, с большей скоростью и меньшим количеством ограничений. Новые функции «Соло» позволяют изолировать объекты для отображения во вьюпорте. А новый инструмент «UV Пилер» позволяет с лёгкостью создавать развёртку UV объектов цилиндрической формы. Появились также и новые функции создания и работы с комментариями во вьюпорте, а также были расширены возможности импорта и экспорта данных FBX и Alembic. Эта версия в первые была представлена на конференции SIGGRAPH августе 2014 года. |
| 4 августа 2015  | Компания Maxon анонсирует Cinema 4D R17 и месяцем позже выпускает эту версию в продажу. В новой версии появились такие функции: - Система дублей, включающая в себя возможности слоёв рендера и позволяющая создавать разные версии проекта в одном файле и производить просчёт этих версий различными способами. - Инструменты вычисления и наложения эффекта дисторсии линзы камеры. - Новые инструменты создания и обработки сплайнов. - Улучшения инструментов скульптурного и полигонального моделирования. - Многочисленные улучшения инструментов создания анимации. - Интеграция Houdini Engine и импорт формата SketchUp (SKP). Был фундаментально обновлён импорт и экспорт формата OBJ, а также расширены возможности обмена данных через другие форматы. |
| 25 июля 2016    | Объявляется о выходе Cinema 4D R18. - Новый набор ножей для полигонального моделирования - Новый объект Разрушение по Вороному для разбивки объектов на куски - Новые эффекторы, обновлённый объект Клон - Функций для использования кватернионов в анимации - Open SubDiv - Новые шейдеры - Улучшена система запекания скульпурных моделей - Добавлен функционал трекинга объектов - Вьюпорт получил возможность отражения объектов, функции SSAO и тесселяции - Другие изменения |
| 31 июля 2017    | Объявляется о выходе Cinema 4D R19. Среди новых функций и изменений можно выделить следующее: - Улучшения разрушений по Вороному: поддержка коннекторов, клей, деформация обломков, масштабирование клеток, улучшена сортировка, и другое - Объект редукции полигонов - Объект для использования разных уровней детализации - Эффектор звука - Сферическая камера - Улучшения трекинга движения, добавилась возможность создавать трёхмерные объекты из видеоролика - Улучшен процесс создания весов, например для оснастки персонажей - PoseMorph PSD - Подключение ProRender, нового движка визуализации работающего на GPU - BodyPaint 3D теперь использует OpenGL - Улучшен вьюпорт: глубина резкости, отражения объектов - Улучшения в инструментах UV, в обмене данных, и других функциях программы |
| 3 сентября 2018 | Начало поставки Cinema 4D R20. Среди прочего, в новой версии имеются следующие новые функции и улучшения: - Основанные на узлах материалы. Редактор материалов и более 100 узлов, редактор интерфейса. - Поддержка OpenVDB, функции объёмного моделирования. - Поля, обширный функционал объектов ослабления, которые можно использовать в разнообразных генераторах, деформаторах, тегах и т. д. - Импорт форматов САПР: IGES (заново сделанный), JT, Solidworks, STEP, Catia. - Обновление ProRender. - Мульти-инстанции, позволяющие обрабатывать и визуализировать множество объектов. - Улучшения системы трекинга движения. |
| 8 апреля 2019   | Компания Maxon приобрела комапнию Redshift Rendering Techonologies. |
| 3 сентября 2019 | Начало поставки Cinema 4D R21. |